# Jean-Pierre Boccardo
Jean-Pierre Boccardo (ur. 16 marca 1942 w Espéraza, zm. 29 stycznia 2019 w Lavaur) – francuski lekkoatleta, sprinter, dwukrotny olimpijczyk.
Specjalizował się w biegu na 400 metrów. Zajął 6. miejsce w sztafecie 4 × 400 metrów na mistrzostwach Europy w 1962 w Belgradzie.
Zwyciężył w sztafecie 4 × 400 metrów (w składzie: Jean-Claude Leriche, Eddy Van Praagh, Michel Hiblot i Boccardo) oraz zdobył brązowy medal w biegu na 400 metrów na igrzyskach śródziemnomorskich w 1963 w Neapolu. Na igrzyskach olimpijskich w 1964 w Tokio odpadł w półfinale biegu na 400 metrów, a francuska sztafeta 4 × 400 metrów w składzie: Hiblot, Bernard Martin, Germain Nelzy i Boccardo zajęła w finale 8. miejsce. Boccardo zajął 8. miejsce w finale biegu na 400 metrów na letniej uniwersjadzie w 1965 w Budapeszcie.
Odpadł w półfinale biegu na 400 metrów oraz zajął 4. miejsce w sztafecie 4 × 400 metrów (w składzie: Boccardo, Jean-Claude Nallet, Robert Poirier i Michael Samper) na mistrzostwach Europy w 1966 w Budapeszcie. Na igrzyskach olimpijskich w 1968 w Meksyku ponownie zajął 8. miejsce w sztafecie 4 × 400 metrów (w składzie: Nallet, Jacques Carette, Gilles Bertould i Boccardo).
Boccardo był mistrzem Francji w biegu na 400 metrów w 1963, 1964 i 1966, wicemistrzem na tym dystansie w 1965 oraz brązowym medalistą w 1962.
Trzykrotnie poprawiał rekord Francji w sztafecie 4 × 400 metrów doprowadzając go do wyniku 3:05,7 (4 września 1966 w Budapeszcie). Jego rekord życiowy w biegu na 400 metrów wynosił 46,3 s (ustanowiony 17 października 1964 w Tokio).